# 巴勒斯坦与联合国
巴勒斯坦与联合国是指巴勒斯坦國與聯合國之間的關係。 
1947年11月29日，联合国大会通过第181號決議。  不久聯合國近東巴勒斯坦難民救濟和工程處成立。聯合國還成立了联合国巴勒斯坦人民行使不可剥夺权利委员会並設立聲援巴勒斯坦人民國際日。2002年，联合国又參與制定和平路線圖。
1974年11月13日，亚西尔·阿拉法特成为第一位在联合国大会发表讲话的非会员国代表。 1975年，巴解组织被授予联合国大会观察员实体地位。
1974年开始，联合国在官方文件中將巴勒斯坦领土稱之為被占领的阿拉伯领土。 
1988年，巴勒斯坦民族理事会在阿尔及尔通过了巴勒斯坦國独立宣言。不過联合国並沒有立即承认该国，但將原本的观察员实体巴解组织更改为巴勒斯坦 。 1998年7月，聯合國大会通过第52/250号决议，允許巴勒斯坦参加每届聯合國大会会议开始时举行的一般性辩论，而且可以和其他成員國共同提案。
2012年9月，由于安理会成员国未能达成一致，巴勒斯坦無法成為聯合國會員國，巴勒斯坦民族权力机构決定退而求其次，打算讓巴勒斯坦從观察员实体升级成聯合國非會員观察员国 。
2012年11月29日，聯合國大会以138票赞成、9票反对，41票弃权的結果通过第67/19号决议，同意將巴勒斯坦升级成联合国非会员观察员国。 
截至2024年4月4日，联合国193个会员国中有140个（72.5%）會員國承认巴勒斯坦国对約旦河西岸和加沙地带拥有主权，而其他许多不承认巴勒斯坦国的国家承认巴解组织为 “巴勒斯坦人民的代表”。
2024年，巴勒斯坦再次試圖成为联合国正式會员国，联合国安理会于4月就此申請进行投票。  最終安理會以12票赞成，2票弃权，1票反对的結果，否決了巴勒斯坦的申請。美国投了反对票。 
2024年5月10日，聯合國大會以143票赞成、9票反对、25票弃权通过第ES-10/23号决议，认定巴勒斯坦国符合《联合国宪章》规定的联合国会员国资格，应被接纳为联合国会员国。决议对安理会常任理事国美国一票否决巴勒斯坦的入联申请表示“深为遗憾和关切”，並建议安理会重新审议巴勒斯坦以会员国身份加入联合国的申请。以色列驻联合国大使吉拉德·埃尔丹不滿投票結果，他在向各國代表发表讲话时表示联合国正在姑息“凶残的独裁者”，并破坏《联合国宪章》，这一天将被载入史册。隨後他用便携式电动碎纸机销毁了一张印有《联合国宪章》标题的纸。以色列外交部部長就此次联合国投票結果表示， 這是对哈马斯所谓的“奖励”，是在鼓励哈马斯发动暴力袭击，这一决定凸显了联合国针对以色列的结构性偏见。